# ميشائيل كولماير
ميشائيل كولماير (Michael Köhlmeier)، (مواليد 15 أكتوبر 1949، في هارد، النمسا)، هو كاتب وموسيقي نمساوي معاصر.

## حياته
وُلد ميشائيل كولماير في عام 1949م في بلدة هارد في النمسا على ضفاف بحيرة بودنزه، درس الآداب الألمانية والعلوم السياسية في جامعة ماربورغ في ألمانيا والفلسفة والرياضيات في جامعة غيسن، نال العديد من الجوائز بينها جائزة راوريزر للأدب، جائزة يوهانس باول هيبل، جائزة مانه شبيربر وجائزة أنتون فيلدغانز، يعيش المؤلف متفرغا للكتابة في هوهنمز وفيينا، نشرت له دار دويتيكه: غرفتك لي 1997، كالينغ 1998، النظرة الحزينة إلى الأفق 1999، يوم اشتهر إميليو زانيتي 2002، رواية من الجمعة إلى الاثنين 2004، هاتف الواحدة ليلا 2004، والتعكير على موزارت 2006.

## من مؤلفاته المترجمة الى اللغة العربية
- رواية: «رجلان على الشاطئ»، (رواية القرن العشرين بين الفن والسياسة, الجد والهزل. فازت بجائزة راويزر).[9]
- وراية: «الفتاة ذات الكشتبان».[10]

## الجوائز
- جائزة يوهان بيتر هيبل (1988) [11]
- جائزة مانيس سبيربر للأدب (1994) [8] [11]
- وسام الشرف الذهبي للخدمة الجليلة في فيينا (2007) [8]
- جائزة التقدير للإنجازات الأدبية (2008) [8]